# Микеле Меркати
Микеле Меркати (итал. Michele Mercati; Сан Минијато, 8. април 1541 — Рим, 25. јун 1593) био је лекар и управник Ватиканске ботаничке баште за време папа Пија V, Гргура XIII, Сикста V и Климента VIII. Један је од првих научника који су препознали преисторијске камене алатке као такве, да су их направили људи, а не да су природне или митолошке настале громове стене.